# 11976 Josephthurn
11976 Josephthurn eller 1995 JG är en asteroid i huvudbältet som upptäcktes den 5 maj 1995 av Farra d'Isonzo-observatoriet i Farra d'Isonzo. Den är uppkallad efter Count Joseph Thurn.
Asteroiden har en diameter på ungefär 8 kilometer och den tillhör asteroidgruppen Hungaria.